# Massa grassa
Per massa grassa, o FM, dall'inglese fatty mass, si intende la parte di massa (peso) di un organismo costituita dall'organo adiposo, ovvero dal grasso corporeo. La parte restante di massa è definita massa magra. La massa grassa comprende a sua volta il tessuto adiposo bianco, il tessuto adiposo bruno, i trigliceridi intramuscolari, e il grasso essenziale.

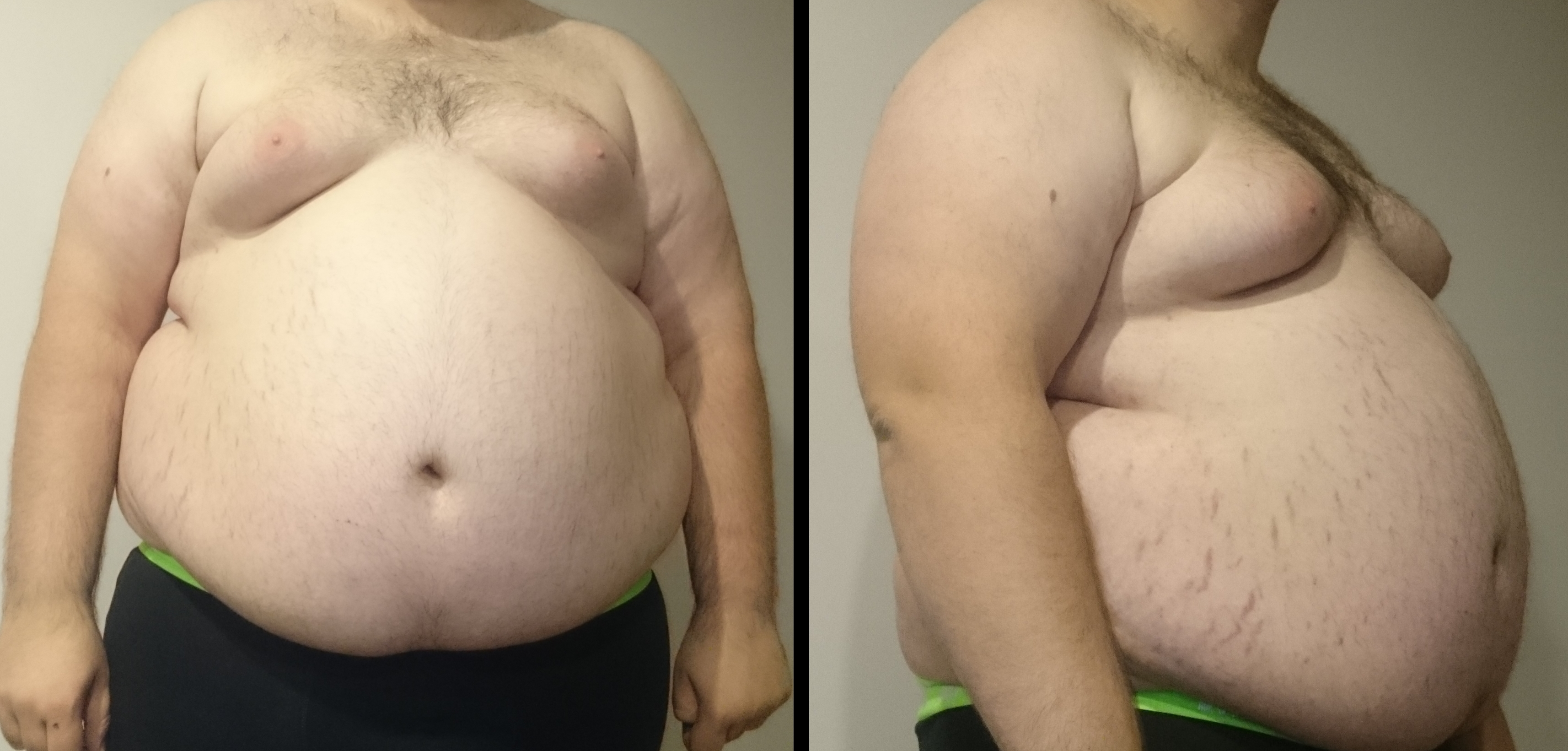
Accumulo di massa grassa nell'addome di un uomo gravemente obeso con circa il 45% di massa grassa totale

La massa grassa si definisce per la quantità di lipociti e il loro grado di riempimento. La quantità di lipociti in un organismo dipende da fattori genetici e ormonali, mentre il riempimento varia (secondo le funzioni di scorta) a seguito di stati di nutrizione ipo- o ipercalorica. Fattori che promuovono la proliferazione di lipociti, a lungo andare, portano a sovrappeso, fattori che fanno deperire i lipociti portano invece a sottopeso.

## Tecniche di misura

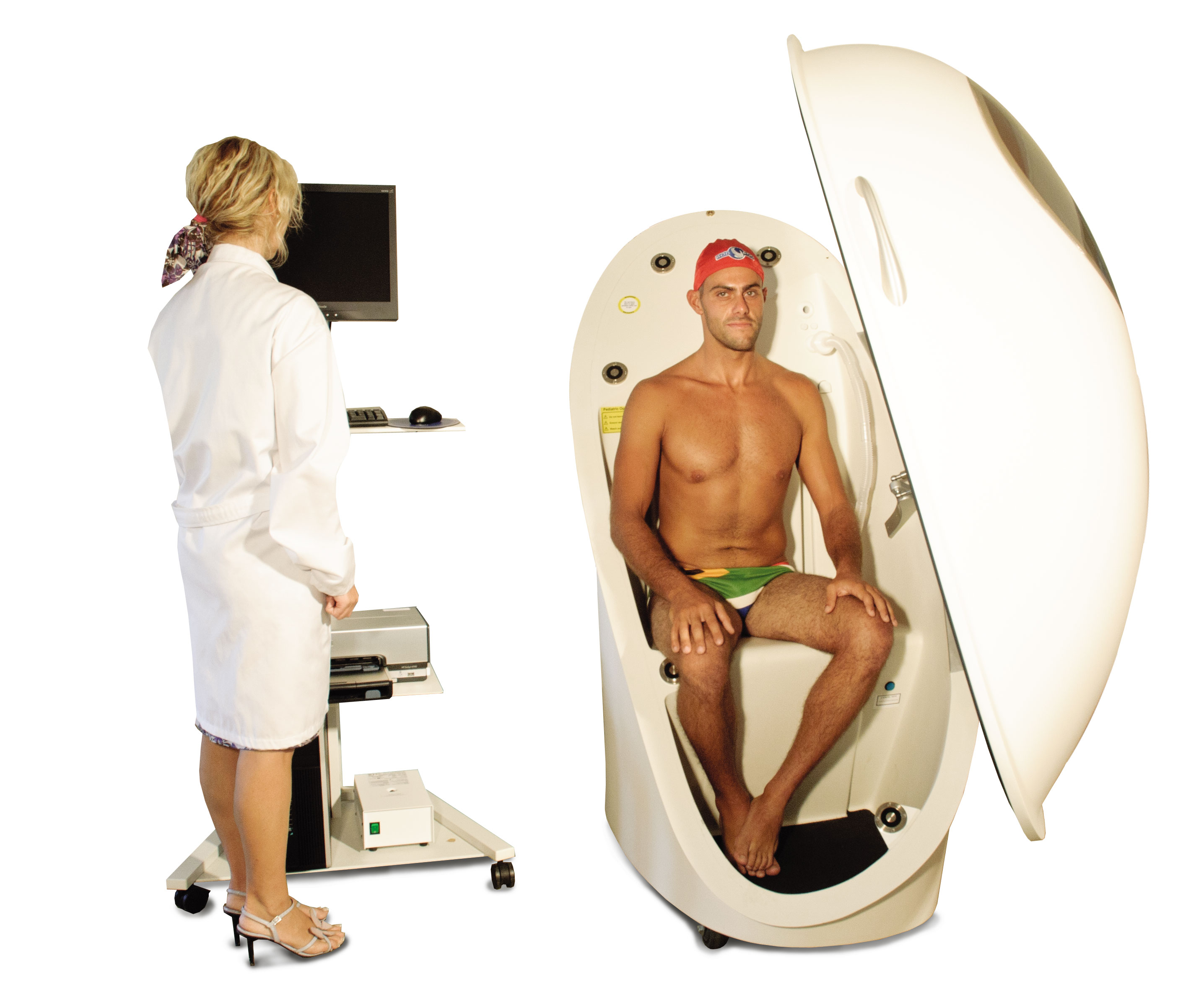
Misura della massa grassa in adulti col metodo della Pletismografia ad aria (ADP)

Il valore di massa grassa si può ottenere con tecniche differenti, tra cui:
- Pesata idrostatica
- Pletismografia ad aria
- Dexa densitometria assiale a raggi X
- Plicometria
- Misure bioimpedenziometriche (v. ad es. bilancia impedenziometrica).

### Pesata idrostatica
Indipendentemente dalla posizione in cui si trovano, le cellule adipose nell'uomo sono composte quasi interamente da trigliceridi puri con una densità media di circa 0,9 chilogrammi per litro. La maggior parte dei moderni laboratori di composizione corporea utilizza oggi il valore di 1,1 chilogrammi per litro per la densità della "massa magra", un tessuto teorico composto da 72% di acqua (densità = 0,993), 21% di proteine (densità = 1,340) e 7% minerale (densità = 3,000) in peso.
Con un sistema di pesatura ben progettato, la densità corporea può essere determinata con grande precisione immergendo completamente una persona in acqua e calcolando il volume dell'acqua spostata dal peso dell'acqua spostata. Viene effettuata una correzione per il galleggiamento dell'aria nei polmoni e di altri gas negli spazi corporei. Se non ci fossero errori nella misurazione della densità corporea, l'incertezza nella stima del grasso è di circa il ± 3,8% del peso corporeo, principalmente a causa della normale variabilità dei componenti corporei.

### Pletismografia a spostamento d'aria su tutto il corpo
La pletismografia a spostamento d'aria di tutto il corpo (ADP) è un metodo densitometrico riconosciuto e scientificamente validato per misurare la percentuale di grasso corporeo nell'uomo. L'ADP utilizza gli stessi principi del metodo standard di pesatura subacquea, ma rappresenta un metodo densitometrico basato sullo spostamento dell'aria anziché sull'immersione in acqua. La pletismografia a spostamento d'aria offre numerosi vantaggi rispetto ai metodi di riferimento stabiliti, tra cui un processo di misurazione rapido, comodo, automatizzato, non invasivo e sicuro e la sistemazione di vari tipi di soggetti (ad es. bambini, obesi, anziani e disabili). Tuttavia, la sua precisione diminuisce agli estremi delle percentuali di grasso corporeo, tendendo a sottostimare leggermente la percentuale di grasso corporeo nelle persone in sovrappeso e obese (dell'1,68–2,94% a seconda del metodo di calcolo) e a sovrastimare in misura molto maggiore la percentuale di grasso corporeo in soggetti molto magri (in media del 6,8%, con una sopravvalutazione fino al 13% della percentuale corporea riportata di un individuo, ovvero 2% di grasso corporeo da DXA ma 15% da ADP).

### Interazione a infrarossi
Un raggio di luce infrarossa viene trasmesso in un bicipite. La luce viene riflessa dal muscolo sottostante e assorbita dal grasso. Il metodo è sicuro, non invasivo, rapido e facile.

### Dexa, densitometria a raggi X a doppia energia
L'assorbimetria a raggi X a doppia energia, o DXA (precedentemente DEXA), è un metodo più recente per stimare la percentuale di grasso corporeo e determinare la composizione corporea e la densità minerale ossea.
Per scansionare il corpo vengono utilizzati raggi X di due diverse energie; uno dei raggi è assorbito più fortemente dai grassi rispetto all'altro. Un computer può sottrarre un'immagine dall'altra e la differenza indica la quantità di grasso rispetto ad altri tessuti in ciascun punto. Una somma sull'intera immagine consente il calcolo della composizione corporea complessiva.

### Estensioni del metodo
Esistono diverse procedure più complicate che determinano in modo più accurato la percentuale di grasso corporeo. Alcune, indicati come modelli multicompartimenti, possono includere la misurazione DXA dell'osso, oltre a misure indipendenti di acqua corporea (utilizzando il principio di diluizione con acqua etichettata isotopicamente) e volume corporeo (mediante spostamento dell'acqua o pletismografia dell'aria). Vari altri componenti possono essere misurati indipendentemente, come il potassio corporeo totale.
L'attivazione dei neutroni in vivo può quantificare tutti gli elementi del corpo utilizzando le relazioni matematiche tra gli elementi misurati nei diversi componenti del corpo (grasso, acqua, proteine, ecc.) per sviluppare equazioni simultanee in modo da stimare la composizione corporea totale, incluso il grasso corporeo.

### Misurazione della densità media del corpo
Prima dell'adozione del DXA, il metodo più accurato per stimare la percentuale di grasso corporeo era misurare la densità media di quella persona (massa totale divisa per il volume totale) e applicare una formula per convertirla in percentuale di grasso corporeo.
Poiché il tessuto adiposo ha una densità inferiore rispetto ai muscoli e alle ossa, è possibile stimare il contenuto di grassi. Questa stima è distorta dal fatto che muscoli e ossa hanno densità diverse: per una persona con una quantità di massa ossea superiore alla media, la stima sarà troppo bassa. Tuttavia, questo metodo fornisce risultati altamente riproducibili per le singole persone (± 1%), a differenza dei metodi discussi di seguito, che possono avere un'incertezza del 10% o più. La percentuale di grasso corporeo viene comunemente calcolata da una delle due formule (ρ rappresenta la densità in g/cm³):
La formula di Brozek: BF = (4,57 / ρ - 4,142) × 100 
La formula di Siri è: BF = (4,95 / ρ - 4,50) × 100

### Misure bioimpedenziometriche
Il metodo di analisi dell'impedenza bioelettrica (BIA) ha un costo inferiore (da meno di una a diverse centinaia di dollari nel 2006), ma è un modo meno accurato per stimare la percentuale di grasso corporeo.
 
Il principio generale alla base della BIA è che due o più conduttori sono collegati al corpo di una persona e una piccola corrente elettrica viene inviata attraverso il corpo. La resistenza tra i conduttori fornirà una misura del grasso corporeo tra una coppia di elettrodi, poiché la resistenza all'elettricità varia tra tessuto adiposo, muscolare e scheletrico. La massa magra (muscolo) è un buon conduttore in quanto contiene una grande quantità di acqua (circa il 73%) ed elettroliti, mentre il grasso è anidro e un cattivo conduttore di corrente elettrica. I fattori che influenzano l'accuratezza e la precisione di questo metodo includono la strumentazione, i fattori del soggetto, l'abilità del tecnico e l'equazione di previsione formulata per stimare la massa magra.
Ogni piede (nudo) può essere posizionato su un elettrodo, con la corrente inviata su una gamba, attraverso l'addome e giù sull'altra gamba. (Per comodità, uno strumento su cui deve poggia il piede misurerà anche il peso.) In alternativa, un elettrodo può essere tenuto in ogni mano; il calcolo della percentuale di grasso utilizza il peso, quindi deve essere misurato con la bilancia e immesso dall'utente. I due metodi possono dare percentuali diverse, senza essere incoerenti, in quanto misurano il grasso in diverse parti del corpo. Strumenti più sofisticati per uso domestico sono disponibili con elettrodi per piedi e mani.
Vi è poco spazio per l'errore del tecnico in quanto tale, ma fattori come mangiare, bere ed allenarsi da parte del soggetto misurato prima delle misure, devono essere monitorati, poiché il livello di idratazione è un'importante fonte di errore nel determinare il flusso della corrente elettrica per stimare il grasso corporeo. Le istruzioni per l'uso degli strumenti in genere raccomandano di non effettuare misurazioni subito dopo aver bevuto, mangiato, fatto esercizi o in situazione di disidratazione. Gli strumenti richiedono l'inserimento di dettagli come sesso ed età e utilizzano formule che ne tengono conto; per esempio, uomini e donne accumulano grasso in modo diverso attorno all'addome e alla regione della coscia.
Analizzatori BIA differenti possono dare valori differenti. Equazioni specifiche della popolazione sono disponibili per alcuni strumenti, che sono affidabili solo per specifici gruppi etnici, popolazioni e condizioni. Le equazioni specifiche della popolazione potrebbero non essere appropriate per individui al di fuori di gruppi specifici.

### Metodi antropometrici
Esistono vari metodi antropometrici per stimare il grasso corporeo. Il termine antropometrico si riferisce a misurazioni relative a vari parametri del corpo umano, come ad esempio circonferenza di varie parti del corpo o spessori delle pieghe della pelle. La maggior parte di questi metodi si basa su un modello statistico. Alcune misurazioni sono selezionate e vengono applicate a un campione di popolazione. Per ogni individuo nel campione, vengono registrate le misure del metodo e viene registrata anche la densità corporea di tale individuo, determinata, ad esempio, dalla pesatura subacquea, in combinazione con un modello di densità corporea multicompartimento. Da questi dati, viene sviluppata una formula che collega le misurazioni del corpo alla densità.
Poiché la maggior parte delle formule antropometriche come il metodo plicometrico di Durnin-Womersley, il metodo plicometrico di Jackson-Pollock e il metodo della circonferenza della Marina degli Stati Uniti, in realtà stimano la densità corporea, non la percentuale di grasso corporeo, la percentuale di grasso corporeo si ottiene applicando un secondo formula, come quella di Siri o Brozek descritta nella sezione precedente sulla densità. Di conseguenza, la percentuale di grasso corporeo calcolata da pieghe della pelle o altri metodi antropometrici porta l'errore cumulativo dall'applicazione di due modelli statistici separati.
Questi metodi sono quindi inferiori a una misurazione diretta della densità corporea e all'applicazione di una sola formula per stimare la percentuale di grasso corporeo. Un modo per considerare questi metodi è che scambiano la praticità per accuratezza, poiché è molto più conveniente fare alcune misurazioni del corpo che immergere le persone in acqua.
Il problema principale con tutte le formule derivate statisticamente è che per essere ampiamente applicabili, devono essere basate su un ampio campione di individui. Tuttavia, tale ampiezza li rende intrinsecamente inaccurati. Il metodo di stima statistica ideale per un individuo si basa su un campione di individui simili. Ad esempio, è probabile che una formula di densità corporea basata su skinfold sviluppata da un campione di rematori collegiali maschili sia molto più accurata per stimare la densità corporea di un vogatore collegiale maschile rispetto a un metodo sviluppato utilizzando un campione della popolazione generale, perché il campione è ristretto per età, sesso, livello di forma fisica, tipo di sport e fattori dello stile di vita. D'altra parte, una tale formula non è adatta per un uso generale.

#### Plicometria
I metodi di stima della plicometria si basano su un plicometro, noto anche come test di pizzicamento, per cui un pizzico di pelle viene misurato con precisione da calibri, in diversi punti standardizzati sul corpo per determinare lo spessore di grasso sottocutaneo dello strato. Queste misurazioni vengono convertite in una percentuale di grasso corporeo stimata mediante un'equazione. Alcune formule richiedono solo tre misurazioni, altre fino a sette. L'accuratezza di queste stime dipende più dalla distribuzione individuale del grasso corporeo di una persona che dal numero di siti misurati. Inoltre, è della massima importanza testare in una posizione precisa con una pressione fissa. Anche se potrebbe non fornire una lettura accurata della percentuale reale di grasso corporeo, è una misura affidabile del cambiamento della composizione corporea per un periodo di tempo, a condizione che il test venga eseguito dalla stessa persona con la stessa tecnica.
La stima del grasso corporeo basata sul plicometro è sensibile al tipo di calibro utilizzato e alla tecnica. Questo metodo misura anche solo un tipo di grasso: tessuto adiposo sottocutaneo (grasso sotto la pelle). Due individui potrebbero avere misurazioni quasi identiche in tutti i siti di pieghe della pelle, ma differiscono notevolmente nei livelli di grasso corporeo a causa delle differenze in altri depositi di grasso corporeo come il tessuto adiposo viscerale, cioè il grasso nella cavità addominale. Alcuni modelli affrontano parzialmente questo problema includendo l'età come variabile nelle statistiche e nella formula risultante. Gli individui più anziani hanno una densità corporea più bassa per le stesse misurazioni da parte del plicometro, che potrebbe corrispondere a una percentuale di grasso corporeo maggiore. Tuttavia, gli individui più anziani e altamente atletici potrebbero non adattarsi a questo assunto, facendo sì che le formule sottostimino la loro densità corporea.

#### Ecografia
L'ecografia viene ampiamente utilizzata per misurare la struttura del tessuto e ha dimostrato di essere una tecnica accurata per misurare lo spessore del grasso sottocutaneo. L'ecografia viene utilizzata in modalità A e B ed entrambe si basano sull'utilizzo di valori tabulari di velocità del suono nei tessuti e analisi del segnale automatizzata per determinare lo spessore del grasso. Effettuando misurazioni dello spessore in più punti del corpo è possibile calcolare la percentuale stimata di grasso corporeo. Le tecniche ad ultrasuoni possono anche essere utilizzate per misurare direttamente lo spessore muscolare e quantificare il grasso intramuscolare. Le apparecchiature a ultrasuoni sono costose e non economiche solo per la misurazione del grasso corporeo, ma laddove sono disponibili le apparecchiature, come negli ospedali, il costo aggiuntivo per la capacità di misurare il grasso corporeo è minimo.

## Incidenza
Probabilmente perché è ancora difficile misurare con precisione questo dato fondamentale, a oggi non esistono quantificazioni sulla correlazione tra quantità di massa grassa e mortalità, sebbene sia ormai largamente provata la correlazione tra sovrappeso e obesità con l'aumento dell'incidenza di numerose malattie.

## Percentuale di grasso corporeo
La percentuale di grasso corporeo (BFP) di un essere umano o di un altro essere vivente è la massa totale di grasso divisa per la massa corporea totale, moltiplicata per 100; il grasso corporeo include il grasso corporeo essenziale e il grasso corporeo di conservazione.
 
Il grasso corporeo essenziale è necessario per mantenere la vita e le funzioni riproduttive. La percentuale di grasso corporeo essenziale per le donne è maggiore di quella per gli uomini, a causa delle esigenze della gravidanza e di altre funzioni ormonali.
 
Il grasso corporeo di conservazione consiste nell'accumulo di grasso nel tessuto adiposo, parte del quale protegge gli organi interni del torace e dell'addome. Sono disponibili numerosi metodi per determinare la percentuale di grasso corporeo, come la misurazione con calibri o mediante l'uso di analisi dell'impedenza bioelettrica.

### Quantità tipiche di grasso corporeo
Dal punto di vista epidemiologico, la percentuale di grasso corporeo in un individuo varia in base al sesso e all'età. Esistono vari approcci teorici sulle relazioni tra percentuale di grasso corporeo, salute, capacità atletica, ecc. Autorità diverse hanno conseguentemente sviluppato diverse raccomandazioni per le percentuali ideali di grasso corporeo.
La percentuale di massa grassa ideale varia in funzione del sesso e, in maniera minore, dell'età. La misurazione della massa grassa è importante in dietologia perché permette di determinare con precisione una condizione di sovrappeso o di sottopeso. Infatti il solo peso corporeo (espresso come indice di massa corporea) non tiene conto dell'ossatura e della muscolatura: un soggetto dotato di muscolatura e/o ossatura possente potrebbe apparire sovrappeso pur essendo in effetti normopeso, così come un soggetto con un peso normale potrebbe avere comunque del grasso in eccesso. Di seguito, una tabella con i valori di massa grassa in percentuale, rapportati all'età, e la corrispondente forma fisica; i valori che più si associano ad una buona salute generale sono quelli nelle 3 colonne centrali, mentre le due colonne più a destra fanno riferimento a livelli di massa grassa eccessivi, e le due più a sinistra indicano una massa grassa troppo scarsa.
| UOMO  | UOMO              | UOMO      | UOMO           | UOMO        | UOMO              | UOMO       | UOMO    |
| Età   | Grasso essenziale | Sottopeso | Forma atletica | Forma buona | Forma accettabile | Sovrappeso | Obesità |
| ----- | ----------------- | --------- | -------------- | ----------- | ----------------- | ---------- | ------- |
| 20-39 | 3-4%              | 5-6%      | 7-12%          | 13-15%      | 16-19%            | 20-26%     | 27+     |
| 40-59 | 4-5%              | 6-7%      | 8-13%          | 14-17%      | 18-22%            | 23-29%     | 30+     |
| 60+   | 4-6%              | 7-10%     | 11-15%         | 16-19%      | 20-24%            | 25-31%     | 32+     |

| DONNA | DONNA             | DONNA     | DONNA          | DONNA       | DONNA             | DONNA      | DONNA   |
| Età   | Grasso essenziale | Sottopeso | Forma atletica | Forma buona | Forma accettabile | Sovrappeso | Obesità |
| ----- | ----------------- | --------- | -------------- | ----------- | ----------------- | ---------- | ------- |
| 20-39 | 10-11%            | 12-15%    | 16-20%         | 21-23%      | 24-27%            | 28-36%     | 37+     |
| 40-59 | 11-12%            | 13-16%    | 17-21%         | 22-25%      | 26-30%            | 31-39%     | 40+     |
| 60+   | 11-12%            | 13-18%    | 19-23%         | 24-27%      | 28-32%            | 33-41%     | 42+     |

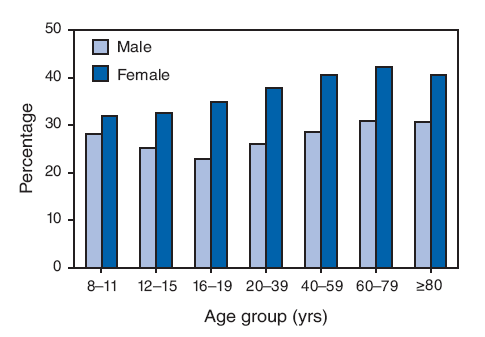
Percentuale media di grasso corporeo, per gruppo di età e sesso. Fonte: National Health and Nutrition Examination Survey, Stati Uniti, 1999-2004

Nei maschi, la percentuale media di grasso corporeo varia dal 22,9% all'età di 16-19 anni al 30,9% all'età di 60-79 anni. Nelle femmine, la percentuale media di grasso corporeo varia dal 32,0% all'età di 8-11 anni al 42,4% all'età di 60-79 anni. Le percentuali nella colonna "forma buona", fanno riferimento a fisici in buono stato di fitness, non grassi ma neanche particolarmente magri, mentre con "forma accettabile" ci si riferisce ad individui con piccoli accumuli di grasso evidenti, corrispondenti alla media della popolazione. Ciò non implica necessariamente il fatto di essere "paffuti e in carne", in quanto questi ultimi sono robusti fisicamente perché hanno insieme una buona muscolatura ed un poco di grasso in eccesso; in realtà le stesse identiche percentuali di massa grassa (colonna "forma accettabile") si possono riscontrare in individui, quasi sempre sedentari, che fisicamente sono abbastanza esili e quindi pesano relativamente poco, ma ciò è solo dovuto ad un ridotto tono muscolare (skinny-fat o, in italiano, "falsi magri").
Le due colonne più a destra, invece, indicano le percentuali con le quali si può effettivamente parlare di sovrappeso o di obesità, poiché un peso eccessivo non è sempre accompagnato da un eccesso di grasso (ad es. quando si è molto muscolosi) e, in ogni caso, soggetti che abbiano lo stesso BMI da sovrappeso, possono avere percentuali diverse di massa grassa; quest'ultimo dato è fondamentale per valutare se si tratta solo di un leggero sovrappeso, oppure di un sovrappeso più grave, vicino all'obesità. L'Indice di massa corporea è sicuramente un buon indicatore del peso corporeo ma, non analizzando precisamente la composizione corporea, può spesso sovrastimare la grassezza di individui più ossuti e/o muscolosi e sottostimarla se si hanno ossa e/o muscoli più piccoli. Il calcolo della percentuale di massa grassa, invece, svela l'esatto livello di grasso presente nel corpo.

### Ragazzi (15-19 anni)
In piena pubertà, o in età prepuberale, i singoli bambini vanno considerati come caso a sé, e non ha senso seguire delle tabelle come per gli adulti, oltre al fatto che la composizione corporea può variare molto frequentemente durante la crescita.
Per i ragazzi che hanno per lo più terminato lo sviluppo (indicativamente dopo i 15 anni), sebbene sia sempre fondamentale il controllo medico e la valutazione dei percentili dell'IMC, si può comunque affermare che i maschi con oltre il 25% di massa grassa e le femmine con più del 35%, sono da considerarsi obesi, mentre i valori ideali si attestano, più o meno come nei giovani adulti, tra il 10 ed il 16% nei ragazzi, e tra il 18 e 24% nelle ragazze.
La tabella seguente dell'American Council on Exercise, mostra come le percentuali medie differiscono in base ai gruppi e alle categorie specificate:
| Descrizione | Donna  | Uomo   |
| ----------- | ------ | ------ |
| Atleti      | 14–21% | 6–14%  |
| Fitness     | 21–25% | 14–18% |
| Media       | 25–32% | 18–25% |
| Obesi       | 32%+   | 25%+   |

Il grasso essenziale è il livello al quale la salute fisica e fisiologica sarebbe influenzata negativamente e al di sotto della quale la morte è certa. Esistono controversie sul fatto che una determinata percentuale di grasso corporeo sia migliore per la propria salute; anche le prestazioni atletiche possono essere influenzate. Gli atleti più magri in genere competono a livelli di circa il 6-13% per gli uomini o del 14-20% per le donne di grasso corporeo solo per il tempo delle gare. Tuttavia non è chiaro come tali livelli siano effettivamente raggiunti poiché il 4-6% è generalmente considerato un minimo fisiologico per i maschi umani.
Le percentuali di massa grassa ideali negli atleti di alto livello variano a seconda dello sport praticato, dove una certa magrezza è richiesta per ottenere le massime prestazioni (le scorte di grasso obbligherebbero l'atleta a trascinarsi un peso in più durante la sua attività, aumentando la fatica); soggetti sedentari o con una debole muscolatura che abbiano tali percentuali di grasso sono da definirsi semplicemente "magri" e non "atletici".
Scendere a livelli di massa grassa molto bassi (colonna "sottopeso"), sebbene talvolta possa risultare utile in alcune competizioni sportive, alla lunga mette a rischio la salute causando stanchezza cronica, astenia, amenorrea nelle donne, calo delle difese immunitarie e aumentato rischio di diabete. I culturisti, per raggiungere una tale magrezza, spesso ricorrono a sostanze particolari, poiché in genere solo una condizione di cronica sottoalimentazione può asciugare il grasso fino a quei livelli e mantenerli costanti (il corpo appare eccessivamente tirato, secco, quasi deperito). Arrivare ai livelli di grasso essenziale porta in poco tempo alla morte, dato che si andrebbe ad intaccare il tessuto adiposo indispensabile per il rivestimento degli organi vitali.

## Tipi di grasso corporeo
- Tessuto adiposo bianco (grasso viscerale e grasso sottocutaneo o periferico)
- Tessuto adiposo bruno
- Tessuto adiposo viscerale
- Tessuto adiposo sottocutaneo
- Trigliceridi intramuscolari
- Grasso intraepatico
- Grasso essenziale